# Ted Hughes (poète)
 (août 2022).
Si vous disposez d'ouvrages ou d'articles de référence ou si vous connaissez des sites web de qualité traitant du thème abordé ici, merci de compléter l'article en donnant les références utiles à sa vérifiabilité et en les liant à la section « Notes et références ».
Pour les articles homonymes, voir Hughes.
Ted Hughes (Edward James Hughes, 17 août 1930 - 28 octobre 1998), est un poète et écrivain anglais, unanimement reconnu comme l'un des plus grands poètes de sa génération. Au Royaume-Uni, Ted Hughes a été Poet Laureate (c'est-à-dire poète officiel de la Reine) de 1984 jusqu'à sa mort en 1998.
Il est aussi connu du fait de son mariage (1956–1963) avec la poétesse américaine Sylvia Plath, notamment parce qu'il a souvent été accusé, par les critiques, d'être à l'origine du suicide de son épouse en 1963 (ainsi que du suicide de sa maîtresse Assia Wevill en 1969). Il a exploré sa relation complexe avec Sylvia Plath dans son dernier recueil de poèmes, Birthday Letters, paru en 1998, quelques mois avant sa mort. L'ouvrage est couronné la même année par le Whitbread Book — prix qu'il avait également reçu en 1997 pour Tales from Ovid.

## Biographie
Ted Hughes est né en 1930 dans un village du comté anglais du West Yorkshire. Fils de William et Edith Hughes, il est le cadet d'une fratrie de trois enfants (son frère Gerald est de dix ans son aîné, et sa sœur Olwyn a deux ans de plus que lui). Il passe donc les premières années de sa vie en milieu rural, au milieu des fermes et, comme il l'a déclaré lui-même vers la fin de sa vie dans un entretien au quotidien britannique The Daily Telegraph, cela aura une influence capitale sur la tournure de son œuvre (« Les six premières années de ma vie m'ont totalement façonné », déclare-t-il). En 1937, sa famille déménage dans un petit bourg du Yorkshire, Mexborough, où ses parents s'établissent comme buralistes et marchands de journaux. Cet ancrage dans le prolétariat britannique des années 1930 s'avérera également déterminant.
À la fin de son adolescence, Ted Hughes part étudier la littérature anglaise, l'anthropologie et l'archéologie à l'Université de Cambridge. Il a un job d'été en 1955 chez Harkness Roses. C'est à Cambridge qu'il rencontre la poétesse Sylvia Plath. Ils se marient le 16 juin 1956 et se séparent à l'automne 1962, après avoir eu ensemble deux enfants, Frieda et Nicholas (en).
La responsabilité de Ted Hughes quant au suicide de son épouse en 1963 a longtemps été l'objet de spéculations de la part des critiques. À la mort de Sylvia Plath, Ted Hughes devient l'exécuteur testamentaire de l'héritage personnel et littéraire de son épouse. Il supervise la publication de ses manuscrits, notamment celui d'Ariel en 1966. Bien que ce fait n'ait jamais été prouvé, il est suspecté d'avoir détruit le dernier cahier du journal intime de son épouse, qui contenait des détails sur leur vie commune.
Six ans après la mort de Sylvia, le 25 mars 1969, Assia Wevill, la maîtresse de Ted Hughes, se suicide elle aussi, emportant dans la mort leur fille commune, Alexandra Tatiana Eloise Wevill, surnommée Shura, née le 3 mars 1965. En août 1970, Ted Hughes épouse Carol Orchard, une infirmière, avec laquelle il restera jusqu'à sa mort le 28 octobre 1998. Peu de temps avant son décès, il reçoit des mains de la reine Élisabeth II l'Ordre du Mérite (rare honneur, l'ordre comptant seulement 24 membres). Ted Hughes meurt à l'hôpital de Southwark à Londres, au terme d'un combat de 18 mois contre un cancer secondaire du foie.

## Œuvres
Les premières œuvres poétiques de Ted Hughes sont très nettement inspirées par la nature et, en particulier, l'innocente sauvagerie des animaux. Plus tard, sa poésie devient profondément ancrée dans le maniement des mythes et dans la tradition des bardes gaéliques. Le premier recueil de Ted Hughes, Hawk in the Rain, publié en 1957, reçoit un accueil critique enthousiaste. Dès 1959, il obtient le prestigieux Prix Galbraith. Son œuvre la plus remarquable est sans doute Crow (1970). Le recueil Tales from Ovid (1997) contient une sélection de traductions libres de vers tirés des Métamorphoses d'Ovide. Dans Birthday Letters, son dernier ouvrage publié avant sa mort, Ted Hughes rompt le silence à propos de son épouse Sylvia Plath, revenant sous la forme de lettres-poèmes sur des aspects de leur vie commune et sur son comportement de l'époque. L'illustration de la couverture de l'édition originale a été réalisée par la fille du couple, Frieda Hughes. Ces deux derniers recueils sont lauréats du Whitbread Book.
Outre de la poésie, Ted Hughes a écrit des livrets d'opéra (entre autres The Story of Vasco de Gordon Crosse d'après la pièce Histoire de Vasco de Georges Schehadé) et des livres pour enfants, notamment The Iron Man, qui a servi de base à l'opéra-rock du même nom réalisé par Pete Townshend, le guitariste leader des Who, ainsi qu'au film d'animation Le Géant de fer (The Iron Giant). Ted Hughes fut nommé au titre de Poet Laureate (c'est-à-dire poète officiel de la reine Élisabeth II) de 1984, à la suite du décès de John Betjeman, jusqu'à sa mort en 1998. L'anthologie définitive de tous ses poèmes, riche de 1 333 pages, est parue sous le titre de Collected Poems en 2003.

## Ouvrages

### Poésie
En anglais
- The Hawk in the Rain, 1957
- The Thought-Fox, 1957
- Lupercal, 1960 - Hawthornden Prize
- Pike, 1960
- Wodwo, 1967
- Crow, 1970
- Gaudete, 1977
- Moortown Diary, 1979
- Remains of Elmet (avec des photographies de Fay Godwin), 1979
- Flowers and Insects, 1986
- Wolfwatching, 1989
- Rain-charm for the Duchy, 1992
- New Selected Poems 1957-1994, 1994
- Tales from Ovid, 1997 - Whitbread Book 1997[10]
- Birthday Letters, 1998 - Whitbread Book 1998[10]
- Collected Poems, 2003

En français
- Corbeau, Ed. La Différence, 1980
- Cave birds : an alchemical cave drama, édition bilingue, Ed. La Différence, Orphée no 97, 1991
- New selected poems 1957-1994 : lire Ted Hughes, édition bilingue, avec contributions de spécialistes de la critique hughésienne, Ed. du Temps, 1999
- Contes d'Ovide, Ed. Phébus, 2002
- Birthday Letters, Ed. Gallimard, 2002
- Poèmes 1957-1994, Ed. Gallimard, 2009

### Prose
En anglais
- A Dancer to God
- Shakespeare and the Goddess of Complete Being
- Winter Pollen: Occasional Prose
- Difficulties of a Bridegroom
- Poetry in the Making

En français
Aucune traduction publiée à ce jour.

### Littérature jeunesse
En anglais
- Meet my Folks! (illustré par George Adamson, voir Wikipédia en anglais), 1961
- How the Whale Became (illustré par George Adamson), 1963
- The Earth-Owl and Other Moon-People (illustré par R.A. Brandt), 1963
- Nessie the Mannerless Monster (illustré par Gerald Rose (en), voir Wikipédia en anglais), 1964
- The Coming of the Kings
- The Iron Man, illustré par George Adamson, 1968 ; illustré par Laura Carlin, 2010
- Moon Whales
- Season Songs
- Under the North Star
- Ffangs the Vampire Bat and the Kiss of Truth
- Tales of the Early World
- The Iron Woman
- The Dreamfighter and Other Creation Tales
- Collected Animal Poems: Vols. 1-4
- Shaggy and Spotty

En français
- Le géant de fer, Ed. Gallimard-Jeunesse, 1999

## Ouvrages de référence
En anglais
- The Achievement of Ted Hughes, Keith Sagar, Ed. MUP, Manchester, 1983
- Critical Essays on Ted Hughes, Leonard M. Scigaj, Ed. G.K. Hall, New York, 1992
- Ted Hughes: The Poetic Quest, Ann Skea, Ed. Armindale, 1994
- The Challenge of Ted Hughes, Keith Sagar, Ed. MacMillan, Londres, 1994
- The Poetry of Ted Hughes: Language, Illusion & Beyond, Paul Bentley, Ed. Longman, Londres, 1998
- The Poetry of Ted Hughes, Sandie Byrne, Ed. Icon Books, Londres, 2000
- Ariel's Gift, Erica Wagner, Ed. Faber & Faber, Londres, 2001
- Ted Hughes: Alternative Horizons. The proceedings of the Ted Hughes Conference 2000, Joanny Moulin, Ed. Routledge, 2004

En français
- New selected poems 1957-1994 : lire Ted Hughes, dirigé par Joanny Moulin, Ed. du Temps, 1999
- Ted Hughes : la langue rémunérée, Joanny Moulin, Ed. L'Harmattan, 1999
- Poésie et mythe, Volume 1, Réenchantement et deuil du monde et de soi : Edwin Muir, Robert Graves, Ted Hughes, Sylvia Plath, Ruth Fainlight, Anne Mounic, Ed. L'Harmattan, 2000
- Poésie et mythe, Volume 2, Je, tu, il, elle aux horizons du merveilleux : Edwin Muir, Robert Graves, Ted Hughes, Sylvia Plath, Ruth Fainlight, Anne Mounic, Ed. L'Harmattan, 2001
- Ted Hughes, La Terre hantée, Joanny Moulin, Ed. Aden

## Fictions et biographies inspirées de la vie du couple Ted Hughes et Sylvia Plath
- Le film Sylvia, sorti en 2003, raconte l'histoire de la relation passionnée du couple de poètes Ted Hughes et Sylvia Plath.
- La ballade de Ted et Sylvia, Emma Tenant, roman, Ed. du Rocher, 2001
- Froidure, Kate Moses, roman, Ed. Quai Voltaire, 2004
- Son mari, Diane Middlebrook, biographie du couple d'écrivains Sylvia Plath et Ted Hughes, traduit de l'anglais et préfacé par Valérie Rouzeau, Ed. Phébus, 2006
- Les femmes du braconnier, Claude Pujade-Renaud, roman, Actes Sud, 2010
- Ton histoire. Mon histoire, Connie Palmen, roman traduit du néerlandais par Arlette Ounanian, Ed. Actes Sud, 2018
- Euphorie, Elin Cullhed, roman traduit du suédois par Anna Gibson, les éditions de l'Observatoire, 2021